# Rydzewo (Ełk)
Rydzewo (deutsch Rydzewen, 1938 bis 1945 Schwarzberge) ist ein Ort in der polnischen Woiwodschaft Ermland-Masuren und gehört zur Gmina Ełk (Landgemeinde Lyck) im Powiat Ełcki (Kreis Lyck).

## Geographische Lage
Rydzewo liegt im Osten der Woiwodschaft Ermland-Masuren, 13 Kilometer nördlich der Kreisstadt Ełk (Lyck).

## Geschichte
Das Gründungsdatum des nach 1785 Rydzöwen und bis 1938 Rydzewen genannten kleinen Dorfes liegt im Jahre 1526. Im Jahre 1874 wurde der Ort, eine eigenständige Landgemeinde bildend, in den Amtsbezirk Soffen (polnisch Krokocie) eingegliedert, zwischen 1898 und 1905 aber in den Amtsbezirk Stradaunen (polnisch Straduny) umgegliedert. Beide waren Teil des Kreises Lyck im Regierungsbezirk Gumbinnen (ab 1905: Regierungsbezirk Allenstein) der preußischen Provinz Ostpreußen.
In Rydzewen war im Jahre 1910 insgesamt 131 Einwohner registriert. Ihre Zahl verringerte sich bis 1933 auf 123 und belief sich 1939 auf 118. Aufgrund der Bestimmungen des Versailler Vertrags stimmte die Bevölkerung im Abstimmungsgebiet Allenstein, zu dem Rydzewen gehörte, am 11. Juli 1920 über die weitere staatliche Zugehörigkeit zu Ostpreußen (und damit zu Deutschland) oder den Anschluss an Polen ab. In Rydzewen stimmten 100 Einwohner für den Verbleib bei Ostpreußen, auf Polen entfielen keine Stimmen.
Am 1. August 1938 wurde Rydzewen aus politisch-ideologischen Gründen der Vermeidung fremdländisch klingender Ortsnamen in „Schwarzberge“ umbenannt.
In Kriegsfolge kam  der Ort 1945 mit dem gesamten südlichen Ostpreußen zu Polen und erhielt die polnische Namensform „Rydzewo“. Er ist heute in das Schulzenamt (polnisch sołectwo) Przytuły (deutsch Przytullen, 1927 bis 1945 Seefrieden) einbezogen und ist somit eine Ortschaft im Verbund der Gmina Ełk (Landgemeinde Lyck) im Powiat Ełcki (Kreis Lyck), vor 1998 der Woiwodschaft Suwałki, seither der Woiwodschaft Ermland-Masuren zugehörig.

## Kirche
Rydzewen resp. Schwarzberge war vor 1945 in die evangelische Kirche Stradaunen in der Kirchenprovinz Ostpreußen der Kirche der Altpreußischen Union sowie in die katholische Pfarrkirche Lyck im Bistum Ermland eingepfarrt.
Heute gehört Rydzewo katholischerseits zur Pfarrei Straduny im Bistum Ełk der Römisch-katholischen Kirche in Polen. Die evangelischen Einwohner halten sich zur Kirchengemeinde in Ełk, einer Filialgemeinde der Pfarrei Pisz (Johannisburg) in der Diözese Masuren der Evangelisch-Augsburgischen Kirche in Polen.

## Verkehr
Rydzewo liegt an einer Nebenstraße, die von der polnischen Landesstraße 65 (einstige deutsche Reichsstraße 132) aus über Zalesie zu erreichen ist. Eine Bahnanbindung besteht nicht.

## Persönlichkeiten
- Herbert Reinoß (1935–2017), deutscher Schriftsteller